# Норт-Поул (Нью-Йорк)
Норт-Поул (англ. North Pole) — посёлок, входящий в состав города Уилмингтон (округ Эссекс, штат Нью-Йорк). Лежит в горах Адирондак. Известна благодаря располагающейся там «мастерской Санта-Клауса».

## Географическая характеристика
Норт-Поул располагается на севере округа Эссекс, в парке Адирондак, рядом с самой высокой горой этой системы — Уайтфэйс. Расстояние от деревни до Лейк-Плэсида — 19 километров, до Платтсбурга — 48 километров.
Интересно, что посёлок рекомендован любителям «белого Рождества» (то есть с обильным снегом), так как метеорологи зафиксировали, что в данной местности шанс снегопада равен 96 %.

## Демографические данные
В 2000 году Бюро переписи населения США не проводило сбора данных о населении именно этого поселения, включая его в обширный регион вместе с Лейк-Плэсидом. Согласно этим обобщённым фактам в области проживает 8098 человек, из них 1444 — несовершеннолетние, 1072 — старше 65 лет, 10,7 % населения — афроамериканцы, а 87 % принадлежат к европеоидной расе.
В деревне нет банка, школы, библиотеки, пожарной станции и полицейского участка. Многие местные бизнесмены закрыли своё дело. Даже почтовые пункты работают по сезонам.

## Средства массовой информации
WPTZ (Пятый канал) — филиал NBC по лицензии принадлежит посёлку с 1954 года. Тем не менее, Федеральное агентство по связи рассматривает петицию, чтобы передать его Платтсбургу в связи с угасанием популяции Норт-Поула и его мелких масштабов.

## Туризм
Главной достопримечательностью посёлка является мастерская Санта-Клауса — старейший американский парк развлечений. Именно сюда стекаются туристы с детьми, начиная с середины июня, чтобы увидеть волшебника с его оленями. Здесь работает и особенная рождественская почта Санты (индекс 12997), которая позволяет отправить поздравления с праздником.
Мастерская появилась в июле 1949 года. Костюмированные персонажи, небольшой зверинец и механическая заморозка сделали рабочее место Санты очень прогрессивным для того времени. Первоначально мастерская была построена бизнесменом из Лейк-Плэсида, маленькая дочь которого очень хотела побывать в доме Санта-Клауса. Ему очень помог местный дизайнер и художник, который был известен тем, что ранее воссоздал немецкую деревушку в Аризоне для тренировки американских солдат во времена Второй мировой войны.
Сейчас с мастерской Санты связаны различные аттракционы, включая карусель с оленями и «говорящую» рождественскую ель.